# Waldemar Woźniak
Waldemar Woźniak (ur. 28 lutego 1948 w Gdańsku, zm. 11 lipca 2024) – polski malarz i rysownik.

## Życiorys
Ukończył studia na Wydziale Sztuk Pięknych Uniwersytetu Mikołaja Kopernika w Toruniu; dyplom w pracowni prof. Stanisława Borysowskiego w 1977. Profesor na WSzP, zatrudniony w Zakładzie Malarstwa UMK w Toruniu. Prowadzi zajęcia z malarstwa oraz rysunku dla III i IV roku studiów stacjonarnych z możliwością przeprowadzania aneksu dyplomowego. Członek toruńskiego oddziału ZPAP, Gdańskiego Towarzystwa Przyjaciół Sztuki oraz stowarzyszenia „Artyści Szkoły Toruńskiej”. Stypendysta MkiS z 1984 r.
Uprawiał malarstwo sztalugowe, akwarele, pastel, kolaże, asamblaż oraz rysunki. Organizator 26 wystaw indywidualnych, brał udział w wystawach zbiorowych, ogólnopolskich i środowiskowych, uzyskując liczne nagrody i wyróżnienia. Wielokrotnie prezentował swoją twórczość za granicą – między innymi w Toronto, Wilhelmshaven, Getyndze, Lens, Wilnie i Sztokholmie. Swoje zainteresowania kierował również w stronę małej formy malarskiej. W tych miniaturach próbował syntetyzować doświadczenia z zakresu kolorystycznego komponowania tak, jak to się robi w monumentalnych obrazach. Naczelną ideą w pracach tych była ekspansja koloru, do którego próbował dochodzić różnymi drogami, między innymi, poprzez kompozycje linearne, budowane przy pomocy sznurków, traw – linii, mające zadanie tworzyć swoistą architekturę kolorów, dynamizując układy przestrzenne, podbijając poprzez kontur, wartości chromatyczne obrazu. W pracach tych starał się zaakcentować grą kolorów, płaszczyzn i linii oraz zastosowaniem techniki kolażu, wzajemne przenikanie się tych form, prowokujące do różnych skojarzeń przestrzennych – pejzażowych.
W 2012 został laureatem Nagrody Prezydenta Miasta Gdańska w Dziedzinie Kultury.